# Xanthorhoe callisthenes
Xanthorhoe callisthenes là một loài bướm đêm trong họ Geometridae.